# Cleisostoma inflatum
Cleisostoma inflatum là một loài thực vật có hoa trong họ Lan. Loài này được (Rolfe) Garay mô tả khoa học đầu tiên năm 1972.